# Belvosia spinicoxa
Belvosia spinicoxa är en tvåvingeart som beskrevs av Aldrich 1928. Belvosia spinicoxa ingår i släktet Belvosia och familjen parasitflugor. Inga underarter finns listade i Catalogue of Life.